# Blake e Murphy
Blake e Murphy è stato un tag team di wrestling attivo nella World Wrestling Entertainment tra il 2014 e il 2016, composto da Buddy Murphy e Wesley Blake.

## Storia
Nell'agosto del 2014 Buddy Murphy si è alleato con Wesley Blake. Nella puntata di NXT del 14 agosto Blake e Murphy sono stati sconfitti dai Lucha Dragons (Kalisto e Sin Cara) nel primo turno di un torneo per determinare i contendenti n°1 all'NXT Tag Team Championship degli Ascension. Per il resto del 2014, Blake e Murphy hanno affrontato sempre i Lucha Dragons o i Vaudevillains (Aiden English e Simon Gotch). Nella puntata di NXT del 21 ottobre Blake e Murphy hanno partecipato ad una Battle Royal per determinare i contendenti n°1 ai nuovi NXT Tag Team Champions, i Lucha Dragons, ma sono stati eliminati dagli ex-campioni, gli Ascension (Konnor e Viktor). Nella puntata di NXT del 21 gennaio 2015 Blake e Murphy hanno sconfitto i Vaudevillains, ottenendo subito un'opportunità titolata contro i Lucha Dragons. Nella puntata di NXT del 28 gennaio Blake e Murphy hanno sconfitto i Lucha Dragons, conquistando così l'NXT Tag Team Champions (Murphy è diventato dunque il primo australiano a vincere un titolo in WWE). L'11 febbraio, a NXT TakeOver: Rival, Blake e Murphy (da quel momento noti semplicemente con i loro cognomi) hanno difeso con successo i titoli contro i Lucha Dragons. In seguito, Blake e Murphy hanno iniziato una faida con Enzo Amore e Colin Cassady; in tale faida c'è stato anche il coinvolgimento di Carmella, accompagnatrice di Enzo e Cass e di Alexa Bliss, la quale si è alleata con Blake e Murphy per contrastare la rivale. Il 20 maggio, a NXT TakeOver: Unstoppable, Blake e Murphy hanno difeso con successo i titoli contro Enzo e Cass grazie anche alla distrazione di Alexa Bliss. Il 22 agosto, a NXT TakeOver: Brooklyn, Blake e Murphy hanno perso i titoli contro i Vaudevillains dopo 219 giorni di regno. Nella puntata di NXT del 18 maggio 2016 Blake e Murphy sono stati sconfitti da Austin Aries e Shinsuke Nakamura; nel post match, Murphy e Alexa hanno lasciato solo Blake sul ring. Successivamente, dopo aver perso anche contro i TM-61 (Nick Miller e Shane Thorne), Blake e Murphy si sono ufficialmente separati, con quest'ultimo che ha ufficialmente iniziato la sua carriera in singolo.

## Nel wrestling

### Mosse finali
- Running brainbuster (Murphy)[1] seguita da un Frog splash (Blake)[2]

### Manager
- Alexa Bliss[3]

### Soprannomi
- "Dubstep Cowboys"[4]
- "BAMF"[5]

### Musiche d'ingresso
- "Action Packed" di Kosinus (1º dicembre 2014 – 20 maggio 2015)[6]
- "Opposite Ends of the World" dei CFO$ (20 maggio 2015–6 luglio 2016)[7]

## Titoli e riconoscimenti
- Pro Wrestling Illustrated
  - 116° tra i 500 migliori wrestler singoli nella PWI 500 (2015) – Buddy Murphy
  - 121° tra i 500 migliori wrestler secondo PWI 500 (2015) – Wesley Blake
- World Wrestling Entertainment
  - NXT Tag Team Championship (1)